# Biemsen-Ahmsen
Biemsen-Ahmsen ist ein Ortsteil der nordrhein-westfälischen Stadt Bad Salzuflen im Kreis Lippe.

## Geographie

### Lage
Biemsen-Ahmsen liegt im Westen des Bad Salzufler Stadtgebiets, zwischen der Kernstadt im Nordosten, den Salzufler Ortsteilen Werl-Aspe im Südosten und Lockhausen im Südwesten sowie der Stadt Herford im Westen und Norden.

### Schutzgebiete
Zwischen Ahmsen und Biemsen, östlich der Bundesautobahn 2 und südlich der Bundesstraße 239, ist das rund elf Hektar große Landschaftsschutzgebiet „Voßsiek“ ausgewiesen. Im Westen, an der Grenze zum Kreis Herford, befindet sich das „Landschaftsschutzgebiet Speckenbach“, im Süden das Landschaftsschutzgebiet Knipkenbach“ und im Osten das „Landschaftsschutzgebiet Siek an der Biemser Straße.

## Geschichte

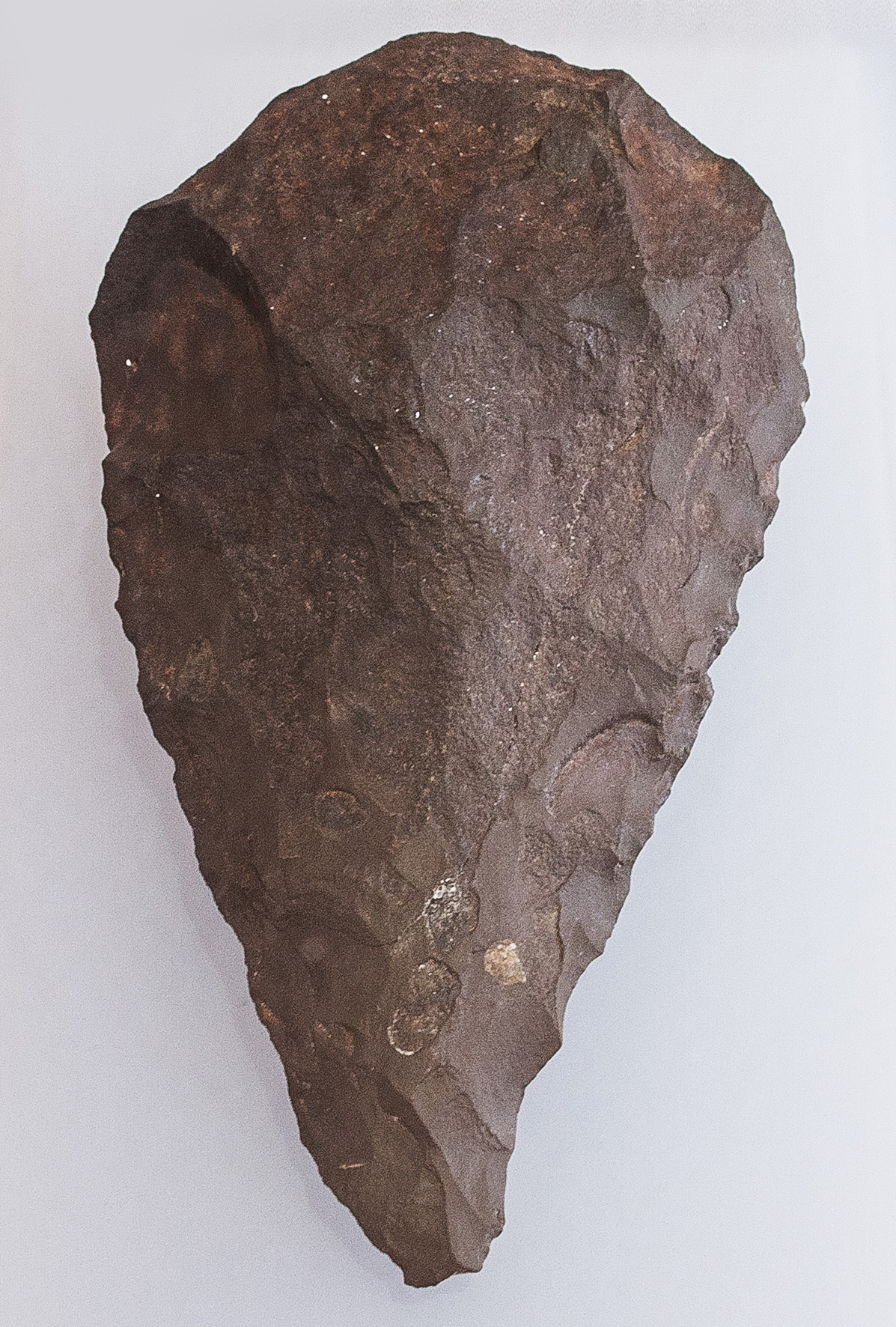
Der Faustkeil von Salzuflen

Der aus dem Aushub einer Baugrube in Ahmsen geborgene, 15 Zentimeter große Faustkeil von Salzuflen aus dem Mittelpaläolithikum, ist der älteste Beweis für die Anwesenheit des Frühmenschen. Er datiert auf ein Alter von etwa 350.000 bis 300.000 Jahren.
Ein 400 Meter langer, ein bis zwei Meter hoher und sechs bis zehn Meter breiter Abschnitt eines Landwehrwalls am Speckenbach, 350 Meter westlich von Lockhauserbaum, sowie eine beim Bau der Reichsautobahn 1938 entdeckte Körperbestattung, ausgegraben durch Friedrich Langewiesche, sind Zeugen für eine deutlich spätere Besiedlung.

Die älteste schriftliche Erwähnung von Biemsen als Bionhus(un) und von Ahmsen als Amaleshusun wird auf die Zeit zwischen 826 und 876 datiert, doch kommen für den in der Urkunde erwähnten Ort auch andere Siedlungen in Frage. Genannt wird in der Schenkungsurkunde für das Kloster Corvey ein „Hobert in Bionhus(un)“.
Die beiden nächstjüngeren Nennungen des Ortes als „Bimessen“ und „Bimesen“ stammen erst wieder aus dem 13. Jahrhundert. Aus der Zeit zwischen 1324 und 1360 stammt eine Erwähnung als „Bymesen“.
Ahmsen wird in der Form „Amaleshusun“ in derselben Urkunde aus dem 9. Jahrhundert genannt wie Biemsen. In identischer Namensform erscheint der Ort Ende des 12. Jahrhunderts, aber auch urkundlich als „curia Emelessen“ (datiert zwischen 1185 und 1205). Ab Ende des 13. Jahrhunderts erscheint der Name in verschiedenen Varianten häufiger.

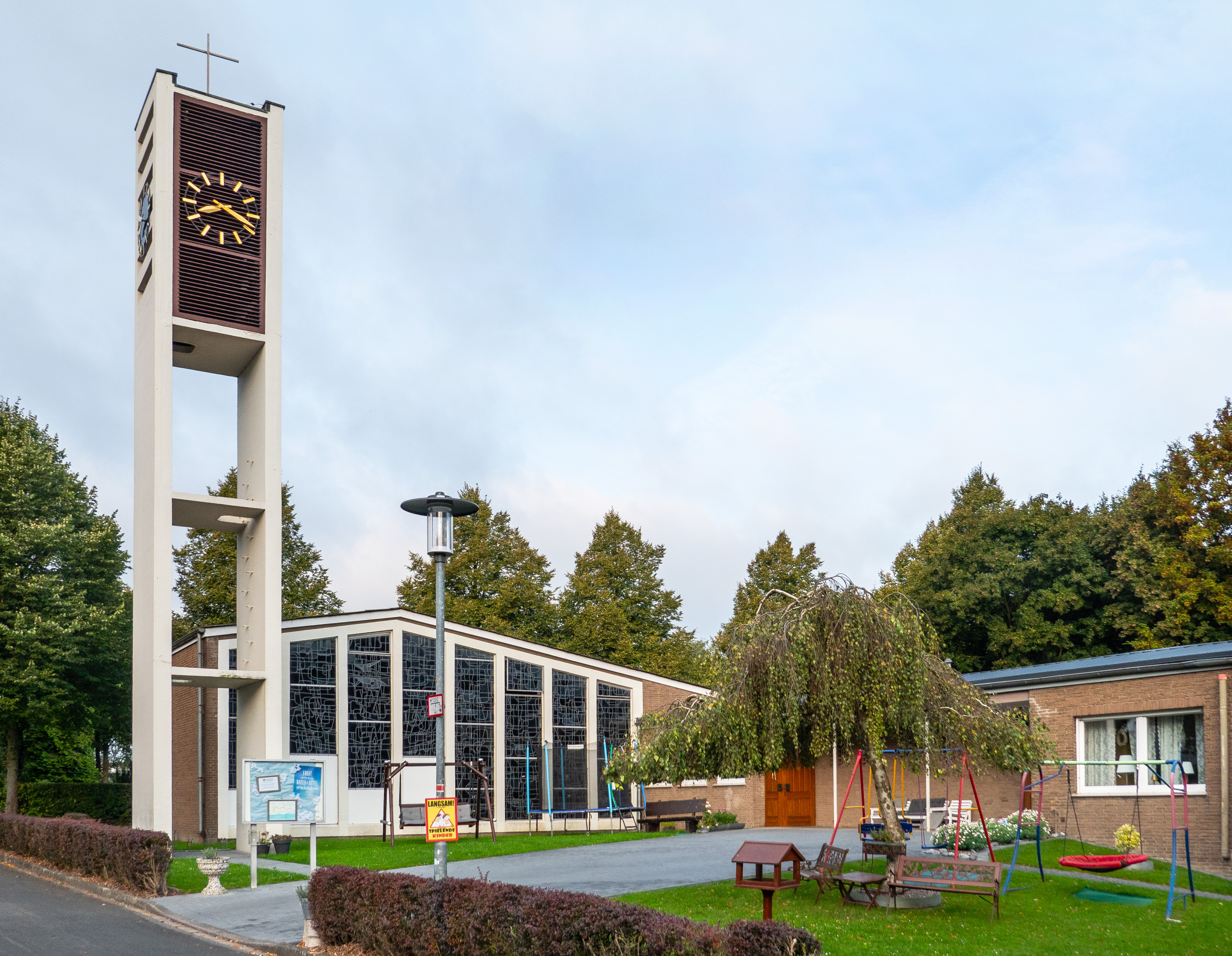
Die ehemalige evangelische Kirche in Ahmsen wurde 2014 verkauft.

Zahlreiche Hausinschriften reichen bis in die Zeit um 1700 zurück.
In den Jahren 1772/73 wurde in der Masch, zwischen Ahmsen, Biemsen, Salzuflen und Werl, unter Anordnung der Detmolder Regierungskanzlei die Werre umverlegt und begradigt.
Bis zur Eingemeindung nach Bad Salzuflen am 1. Januar 1969 war Biemsen-Ahmsen eine selbstständige Gemeinde im Kreis Lemgo.

### Einwohnerentwicklung
| Jahr      | 1860 | 1939 | 1962 |
| Einwohner | 772  | 904  | 1275 |
| --------- | ---- | ---- | ---- |

## Kultur und Sehenswürdigkeiten

### Religion
Die evangelischen Christen, sowohl lutherische als auch reformierte, haben sich zur Gemeinde Lockhausen-Ahmsen zusammengeschlossen. Dies ist im Kreis Lippe einmalig. Die ehemalige Kirche der Gemeinde wurde 2014 (wirksam 2015) verkauft. Sie ging an die Herforder Freie Evangelische Christen-Gemeinde „Lebendige Hoffnung“. Die Katholiken des Ortsteils gehören zur Gemeinde St. Kilian in Schötmar.

### Baudenkmäler

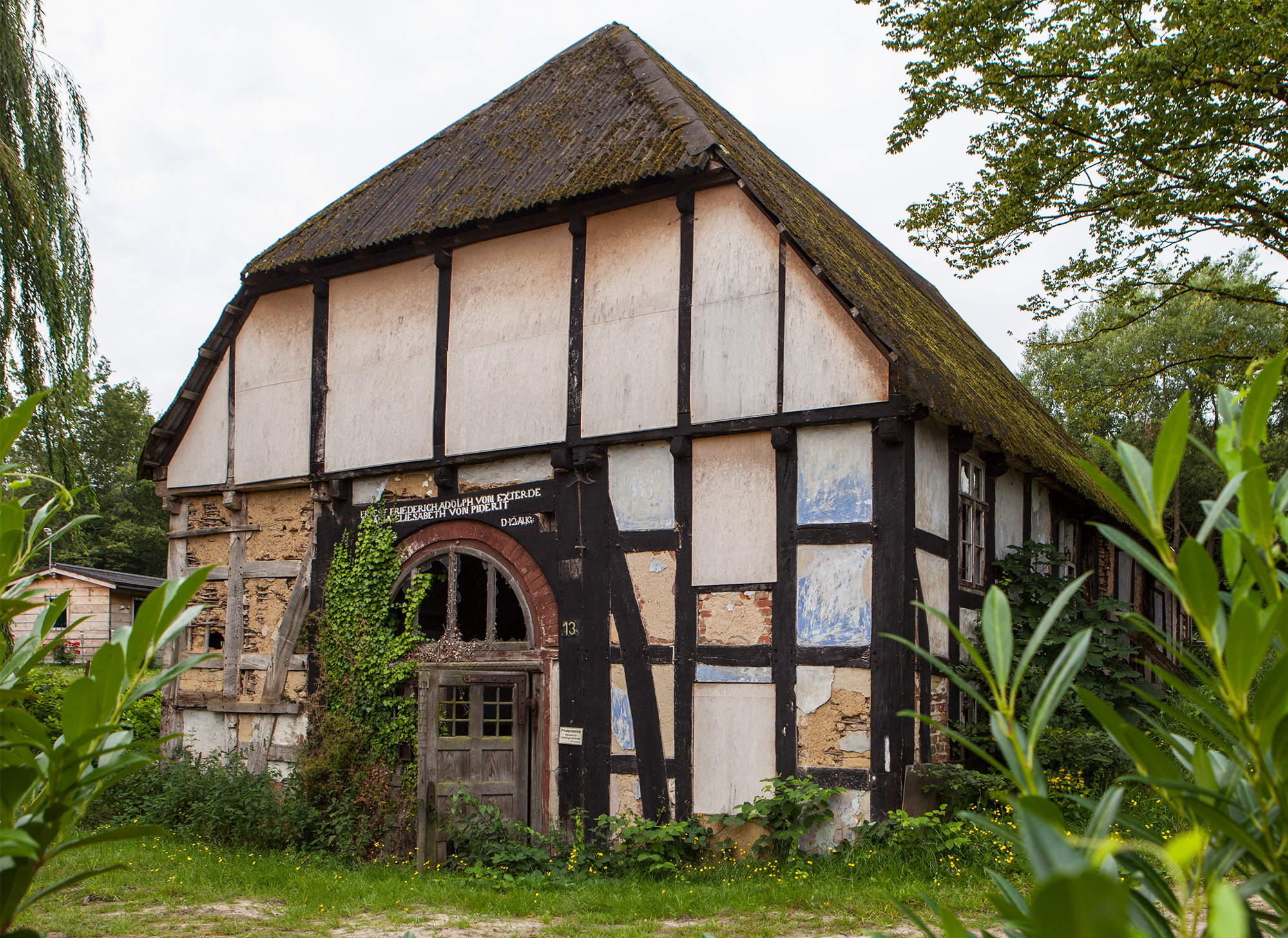
Ehemalige Wassermühle

Folgende Bauwerke in Biemsen-Ahmsen sind in der Denkmalliste der Stadt Bad Salzuflen eingetragen; Grundlage für die Aufnahme war das Denkmalschutzgesetz Nordrhein-Westfalen (DSchG NRW):
- Haus, Meerbrede 13, ehemalige Wassermühle von Exterde (Denkmalnummer: 58 / Aufnahme: 1988)
- Haus, Am Speckenbaum 16 (140 / 1990)
- Ehemaliges Gemeindezentrum, Am Schulweg 6/8 (Aufnahme: 2023)

## Öffentliche Einrichtungen
Die Löschgruppe Biemsen-Ahmsen gehört zur Freiwilligen Feuerwehr Bad Salzuflen und verfügte über 31 aktive Kameraden (Stand: April 2010).

## Persönlichkeiten
- Friedrich Begemann (1803–1829), Schriftsteller und Dichter
- Ulrike Detmers (* 1956), Unternehmerin